# Хабер, Джастин
Джастин Хабер (мальт. Justin Haber; 9 июня 1981, Флориана, Мальта) — мальтийский футболист, вратарь клуба «Хибернианс». Выступал за национальную сборную Мальты.

## Биография
Начал карьеру в клубе «Флориана», в котором провёл 23 матча за 3 года выступлений. В 1998 году играл в болгарском клубе «Добруджа» на правах аренды. В 2002 году подписал контракт с клубом «Биркиркара», провёл 74 матча. В сезоне 2005/06 играл во Франции. Позже играл за бельгийский «Виртон», «Марсашлокк», греческий «Чаидари».
31 июля 2008 года присоединился к «Шеффилд Юнайтед», подписал двухлетний контракт.
Выступал за юношеские сборные Мальты до 17 и до 19 лет, а также за молодёжную сборную до 21 года. Хабер является игроком стартового состава сборной Мальты.

## Достижения
- Чемпионат Мальты: 2012/13
- Серебряный призёр чемпионата Мальты (4): 2002/03, 2003/04, 2004/05, 2013/14
- Обладатель Суперкубка Мальты (2): 2013, 2014